# Edwin Rosen
Edwin Rosen (* 1998 in Stuttgart) ist ein deutscher Musiker.

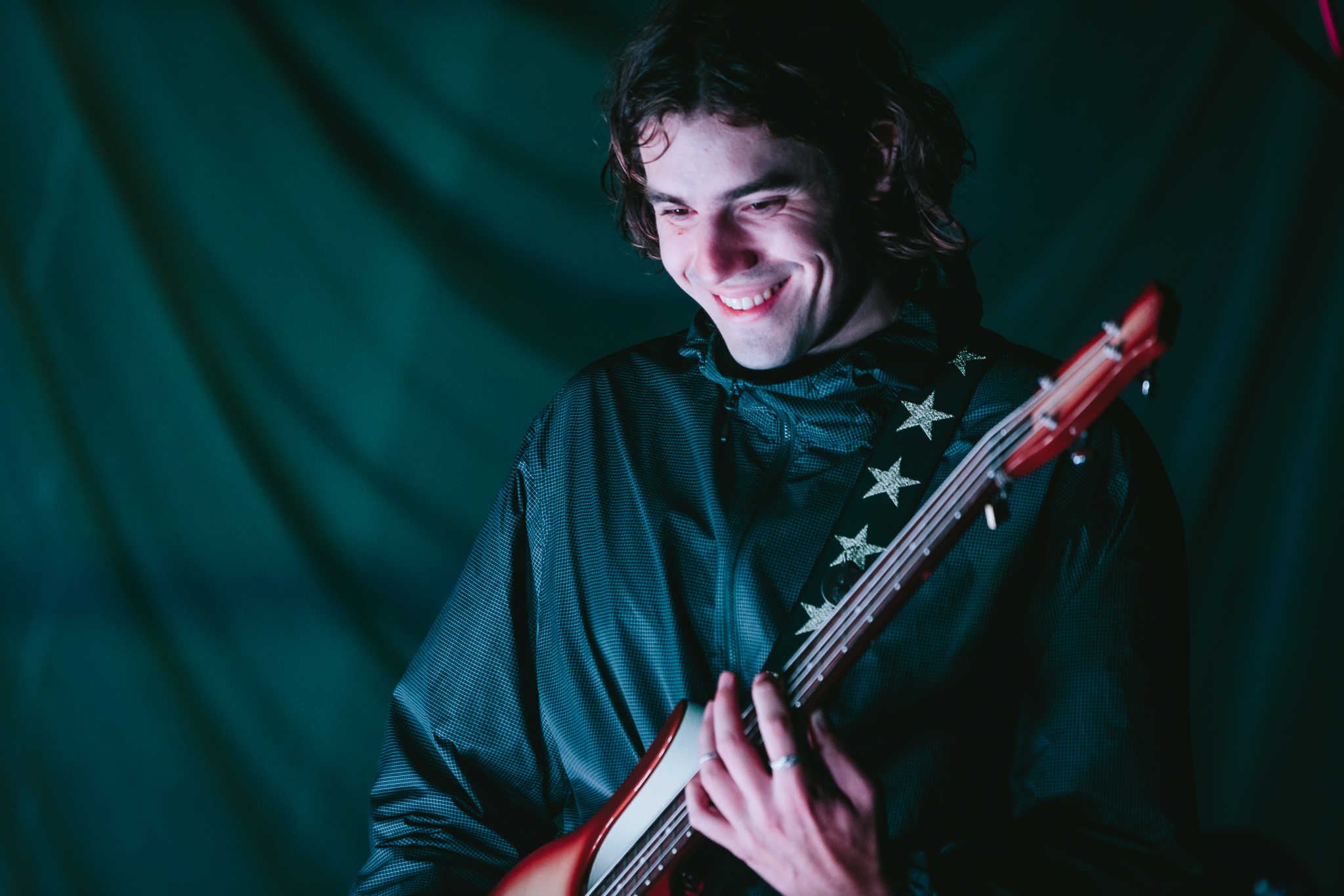
Edwin Rosen (Rocken am Brocken 2024)

## Leben
Rosen kam nach eigener Aussage über das Skaten zur Musik. Er besuchte die Max-Eyth-Schule Stuttgart. Er studiert an der Eberhard Karls Universität Tübingen Englisch und Philosophie auf Lehramt. Anfang 2020 veröffentlichte er seine erste Single leichter//kälter. Es folgten die weiteren Singles Die Sonne in deinem Zimmer, 1119 und SSS. Die im Frühjahr 2021 veröffentlichte Single Verschwende deine Zeit wurde vom Fachmagazin thepostie gelobt: „Was verdächtig gut in die Zeit passt, wird vielleicht gerade deshalb so gehyped.“ Verschwende deine Zeit ist der Titelsong des Mystery-Hörspiel-Podcasts Forever Club, in dem Rosen auch selbst eine Sprechrolle übernahm. Im Sommer 2021 spielte er seine ersten Konzerte zusammen mit dem Musiker Flawless Issues. Im Herbst desselben Jahres veröffentlichte er die EP mitleerenhänden. Das Musikmagazin Diffus bezeichnete diese als „sphärisch, berührend und einfach nur Gänsehaut.“ Im Frühjahr 2022 veröffentlichte er die Single Vertigo und war im darauffolgenden Sommer auf seiner ersten Tour unterwegs; alle Konzerte waren ausverkauft. Darüber hinaus spielte er unter anderem auf den Festivals Maifeld Derby, Reeperbahn Festival, Modular Festival, Lunatic Festival, Appletree Garden Festival und Winterthurer Musikfestwochen. Im Herbst 2022 erschien die Single 21 Nächte wach, die bereits während der vorangegangenen Tour live gespielt worden war. Ende 2022 nahm Spotify Vertigo in die Liste der 50 besten Indiesongs des Jahres auf.
Seit 2021 steht Rosen bei Irrsinn Tonträger, einem Sublabel von Universal Music, unter Vertrag.

## Musikstil
Rosens Musik ist als eine Mischung aus New Wave, Synthiepop und Post-Punk mit deutschsprachigen Texten einzuordnen. Rosen selbst bezeichnet seinen Musikstil als Neue Neue Deutsche Welle; der Begriff setzte sich anschließend als Bezeichnung dieses Subgenres durch. Als musikalische Vorbilder und Einflüsse bezeichnet Rosen Joy Division, New Order, Blink-182, The Cure, Grauzone, Drangsal und Die Selektion.

## Diskografie

### EPs
- 2021: mitleerenhänden
- 2025: Die Sterne

### Singles
- 2020: leichter//kälter (#6 der deutschen Single-Trend-Charts am 3. Februar 2023[14])
- 2020: Die Sonne in deinem Zimmer
- 2020: „1119“
- 2021: leichter//kälter SSS (DE: Gold)[15]
- 2021: Verschwende deine Zeit
- 2022: Vertigo (Luis Ake‘s Trance Atlantic Remix)
- 2022: Vertigo (#16 der deutschen Single-Trend-Charts am 10. November 2023[16])
- 2022: 21 Nächte wach
- 2023: Die Sterne
- 2023: kontrollverlust (#9 der deutschen Single-Trend-Charts am 17. November 2023[17])
- 2024: Balancieren
- 2025: Keine Zeit[18]
- 2025: Schau dir zu[19]